# Джон Чедвік
Джон Чедвік (англ. John Chadwick, 21 травня 1920, Бруклін, Нью-Йорк — 24 листопада 1998) — англійський лінгвіст, фахівець з давньогрецької мови, який завершив дешифрування критського лінійного письма Б, яке почав Майкл Вентріс.

## Біографія
Здобув освіту в школі Сент-Крістофер і Кембриджському коледжі Тіла Христового. Служив офіцером у ВМС Великої Британії під час Другої світової війни.
Брав участь в редколегії Oxford Classical Dictionary (Класичного оксфордського словника) аж до того, як став викладачем у Кембриджі у 1952 р.

## Лінійне письмо Б
1952 року Чедвік почув радіопередачу, в якій Вентріс викладав попередні результати дешифрування критського лінійного письма Б. Вентріс прийшов до висновку, що написи можуть приховувати ранню форму грецької мови, але поскаржився на недостатнє знання давньогрецької мови і звернувся за допомогою до професіоналів. Того ж дня Чедвік зв'язався з ним і взяв участь у роботі над дешифруванням.
Заслуга Чедвіка полягає у реконструкції граматики (морфології та фонетики) мікенського діалекту давньогрецької мови, що дозволило уточнити читання ряду знаків. Він продовжив роботу над дешифруванням і після смерті Вентріса 1956 року. Результати були опубліковані в книгах «Documents in Mycenean Greek» (1956), «The Decipherment of Linear B» (1958, переклад російською — 1976) і «Documents in Mycenean Greek» (1978).
Джон Чедвік пішов у відставку 1984 року, однак продовжував наукову діяльність до самої смерті.